# Cauza Lautsi vs. Italia
Lautsi vs. Italia a fost un caz adus în fața Curții Europene a Drepturilor Omului, care la data de 18 martie 2011, a hotărât că cerința prevăzută în legislația italiană prin care crucifixele sunt prezente în sălile de clasă din școlile de stat nu încalcă Convenția Europeană a Drepturilor Omului.

## Cazul
Cazul a rezultat dintr-o solicitare a doamnei Soile Lautsi Tuulikki, cetățeană finlandeză și italiană, împotriva consiliului școlar al unei școli din localitatea Abano Terme (provincia Padova). După respingerea cererii sale, doamna Lautsi a depus recurs la Tribunalul administrativ regional, care a respins, de asemenea, cazul. Doamna Lautsi apoi a făcut apel la Curtea Europeană a Drepturilor Omului.
La data de 3 noiembrie 2009, o Cameră a Secției a II-a a Curții a declarat că a existat o încălcare a Convenției Europene a Drepturilor Omului. Această decizie a provocat rumoare în Italia. Doamna Lautsi a declarat că a primit amenințări și că a fost o victimă a vandalismului, și s-a plâns de declarațiile date de către politicieni.
La data de 28 ianuarie 2010, guvernul italian a formulat recurs la Marea Cameră a Curții. Poziția guvernului italian a fost susținută de guvernele din Lituania, Slovacia și Polonia: "Ministerul Lituanian al Afacerilor Externe consideră că utilizarea a crucifixului în public în țările catolice reflectă tradiția europeană creștină și nu ar trebui să fie considerată ca o restricție privind libertatea religioasă" , a declarat purtătorul său de cuvânt. Până în iulie 2010, douăzeci de țări și-au exprimat oficial sprijinul pentru recursului guvernului italian împotriva hotărârii. 
Decizia Curții a fost deplânsă, de asemenea, și de către Biserica Ortodoxă a Greciei.
În Parlamentul European au fost depuse două propuneri de rezoluție: Una pentru „recunoașterea [..] libertății statelor membre de a expune orice simbol religios în public” iar alta declarând că „doar statele bazate pe principiul separării dintre biserică și stat - spre deosebire de statele teocratice - pot găsi soluții adecvate pentru a proteja dreptul tuturor la libertatea de gândire, conștiință și religie, dreptul la educație și interzicerea discriminării” și „nu ar trebui să fie obligatorie afișarea de simboluri religioase în spații utilizate de către autoritățile publice”. 
În martie 2010, cauza a fost transferată la Marea Cameră a Curții. Zece țări, 33 deputați europeni și mai multe organizații neguvernamentale au fost autorizate în calitate de părți terțe să prezinte observații scrise în timp ce multe altele au fost refuzate. La data de 30 iunie 2010 o audiere a avut loc în Marea Cameră iar pe 18 martie 2011 s-a anunțat decizia, cu 15 voturi pentru și 2 împotrivă, de a anula hotărârea Camerei inferioare. Se afirmă că, „prin impunerea prezenței crucifixului în sălile de clasă din școlile de stat - un semn care, pe lângă valoarea sa simbolică seculară, fără îndoială, se referă la creștinism - conferă vizibilitate preponderentă în mediul școlar a religiei majoritare a țării”. Dar Curtea în același timp a declarat: „Cu toate acestea, acest lucru nu este suficient în sine pentru a indica un proces de îndoctrinare din partea statului pârât și de a stabili o încălcare a cerințelor articolului 2 din Protocolul nr 1”. Aceasta a adăugat că „o cruce pe un perete este un simbol în esență pasiv și (...) nu poate fi considerată a avea o influență asupra elevilor comparabilă cu cea a discursului didactic sau participarea la activități religioase”.